# Bielawy (Łowicz)
Pour les articles homonymes, voir Bielawy.
Bielawy (prononciation [bjɛˈlavɨ]) est un village de la gmina de Bielawy, du powiat de Łowicz, dans la voïvodie de Łódź, situé dans le centre de la Pologne.
Le village est le siège administratif (chef-lieu) de la gmina rurale appelée gmina de Bielawy.
Il se situe à environ 20 kilomètres à l'ouest de Łowicz (siège du powiat) et 34 kilomètres au nord de Łódź (capitale de la voïvodie).
Sa population s'élève approximativement à 620 habitants.

## Administration
De 1975 à 1998, le village était attaché administrativement à l'ancienne voïvodie de Skierniewice.

Depuis 1999, il fait partie de la nouvelle voïvodie de Łódź.